# Brachyopoidea
Brachyopoidea es un clado extinto de temnospóndilos que vivieron desde comienzos del período Triásico hasta comienzos del período Cretácico tanto en Gondwana como en Laurasia. Los miembros de este clado se distribuían en lo que hoy es China, Mongolia, Australia, Argentina, la India y Sudáfrica.

## Descubrimientos

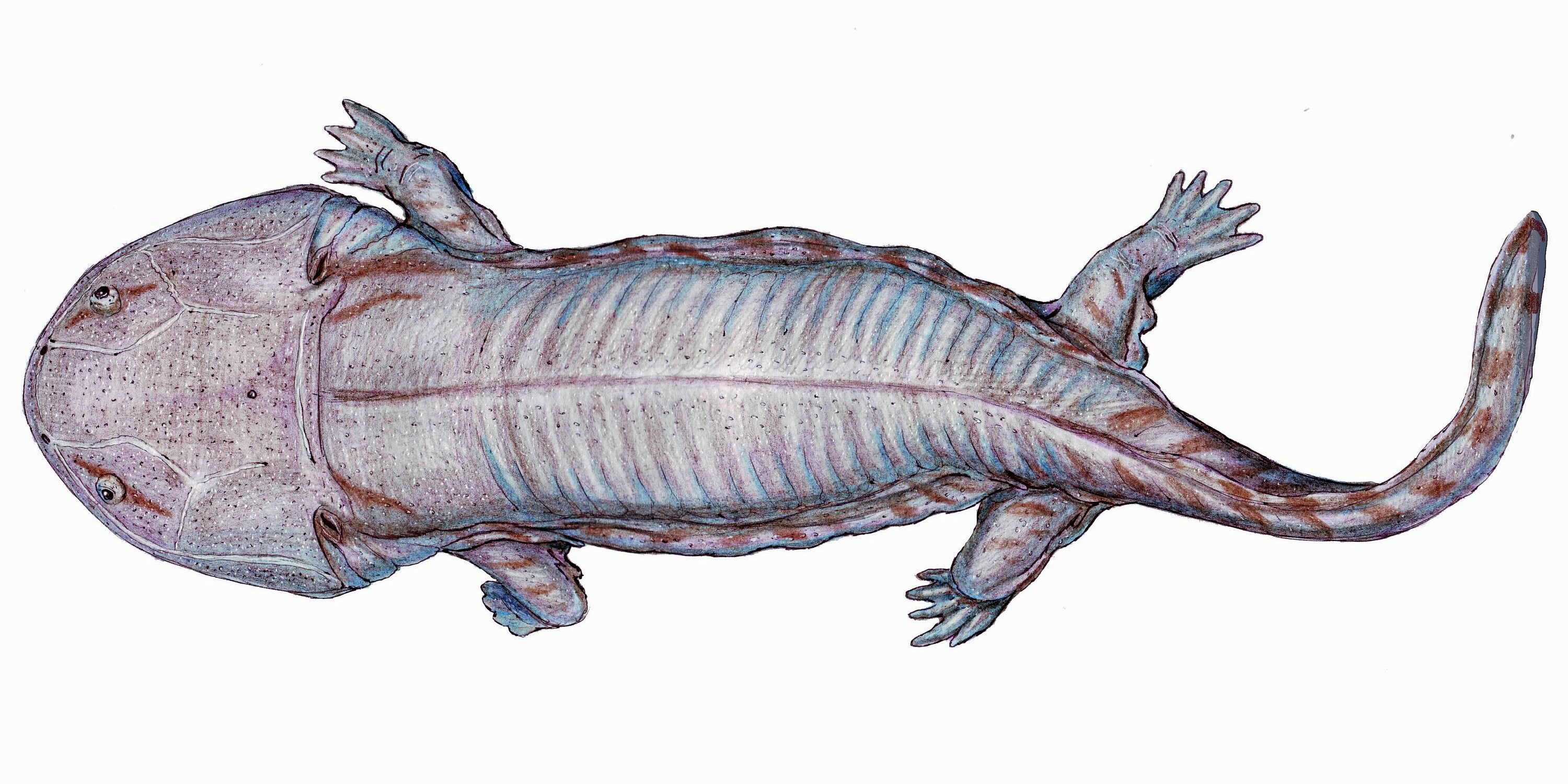
Reconstrucción del chigutisáurido Siderops kehli

Algunos grandes braquiopoides, como Siderops y Koolasuchus, crecían a longitudes de 2.5 metros o más. Sin embargo, un gran braquiopoide del Triásico Superior o el Jurásico Inferior de Lesoto en el sur de África se estima que fue bastante mayor. Se piensa que habría alcanzado los 7 metros de largo, con lo que este braquipoide de Lesotho sería uno de los mayores anfibios sensu lato. Este estimado se basa en un único fragmento de mandíbula hallado en 1970 por una expedición francesa cerca de Alwynskop en Quthing. Debido a su tamaño, se consideró inicialmente que el fragmento procedía de un mastodonsáurido, pero el espécimen fue redescrito como un braquiopoide en 2005. Varios rasgos del espécimen refuerzan esta reclasificación, incluyendo una gran protuberancia proyectándose del ectopterigoide, un hueso del paladar, y el que la morfología dental es similar a la de los otros braquiopoides. Visto de lado, el margen superior de la mandíbula parece de forma cóncava.

## Clasificación
A continuación se muestra un cladograma de Brachyopoidea adaptado de Ruta et al. (2007).
|  | Sinobrachyops |
|  |               |
|  | Xenobrachyops |
|  |               |

|  | Banksiops                                              |
|  |                                                        |
|  | Batrachosaurus                                         |
|  |                                                        |
|  | \| \| Vanastega \| \| \| \| \| \| Vigilius \| \| \| \| |
|  |                                                        |
|  | Batrachosuchus                                         |
|  |                                                        |
|  | Vanastega                                              |
|  |                                                        |
|  | Vigilius                                               |
|  |                                                        |

|  | Vanastega |
|  |           |
|  | Vigilius  |
|  |           |

|  | Sinobrachyops |
|  |               |
|  | Xenobrachyops |
|  |               |

|  | Banksiops                                              |
|  |                                                        |
|  | Batrachosaurus                                         |
|  |                                                        |
|  | \| \| Vanastega \| \| \| \| \| \| Vigilius \| \| \| \| |
|  |                                                        |
|  | Batrachosuchus                                         |
|  |                                                        |
|  | Vanastega                                              |
|  |                                                        |
|  | Vigilius                                               |
|  |                                                        |

|  | Vanastega |
|  |           |
|  | Vigilius  |
|  |           |

|  | Compsocerops  |
|  |               |
|  | Kuttycephalus |
|  |               |

|  | Pelorocephalus |
|  |                |
|  | Siderops       |
|  |                |

|  | Compsocerops  |
|  |               |
|  | Kuttycephalus |
|  |               |

|  | Pelorocephalus |
|  |                |
|  | Siderops       |
|  |                |

|  | Compsocerops  |
|  |               |
|  | Kuttycephalus |
|  |               |

|  | Pelorocephalus |
|  |                |
|  | Siderops       |
|  |                |

|  | Compsocerops  |
|  |               |
|  | Kuttycephalus |
|  |               |

|  | Pelorocephalus |
|  |                |
|  | Siderops       |
|  |                |

|  | Sinobrachyops |
|  |               |
|  | Xenobrachyops |
|  |               |

|  | Banksiops                                              |
|  |                                                        |
|  | Batrachosaurus                                         |
|  |                                                        |
|  | \| \| Vanastega \| \| \| \| \| \| Vigilius \| \| \| \| |
|  |                                                        |
|  | Batrachosuchus                                         |
|  |                                                        |
|  | Vanastega                                              |
|  |                                                        |
|  | Vigilius                                               |
|  |                                                        |

|  | Vanastega |
|  |           |
|  | Vigilius  |
|  |           |

|  | Sinobrachyops |
|  |               |
|  | Xenobrachyops |
|  |               |

|  | Banksiops                                              |
|  |                                                        |
|  | Batrachosaurus                                         |
|  |                                                        |
|  | \| \| Vanastega \| \| \| \| \| \| Vigilius \| \| \| \| |
|  |                                                        |
|  | Batrachosuchus                                         |
|  |                                                        |
|  | Vanastega                                              |
|  |                                                        |
|  | Vigilius                                               |
|  |                                                        |

|  | Vanastega |
|  |           |
|  | Vigilius  |
|  |           |

|  | Compsocerops  |
|  |               |
|  | Kuttycephalus |
|  |               |

|  | Pelorocephalus |
|  |                |
|  | Siderops       |
|  |                |

|  | Compsocerops  |
|  |               |
|  | Kuttycephalus |
|  |               |

|  | Pelorocephalus |
|  |                |
|  | Siderops       |
|  |                |

|  | Compsocerops  |
|  |               |
|  | Kuttycephalus |
|  |               |

|  | Pelorocephalus |
|  |                |
|  | Siderops       |
|  |                |

|  | Compsocerops  |
|  |               |
|  | Kuttycephalus |
|  |               |

|  | Pelorocephalus |
|  |                |
|  | Siderops       |
|  |                |